# Spilosoma
A Spilosoma a rovarok (Insecta) osztályának lepkék (Lepidoptera) rendjébe, ezen belül a medvelepkefélék (Arctiidae) családjába tartozó nem.

## Rendszerezés
A nembe az alábbi fajok tartoznak (meglehet, hogy a lista hiányos és/vagy a jövőben változni fog; jelenleg 91 taxonnév van megjelenítve):

### A típusfaj közelebbi rokonai
- Spilosoma congrua Walker, 1855
- Spilosoma daitoensis Matsumura, 1930
- Spilosoma dubia (Walker, 1855)
- Spilosoma ericsoni (Semper, 1899)[1]
- Spilosoma erythrozona (Kollar, [1844])
- Spilosoma extrema Daniel, 1943
- Spilosoma fujianensis Fang, 1981
- Spilosoma inexpectata Rothschild, 1933
- Spilosoma latipennis Stretch, 1872
- Spilosoma likiangensis Daniel, 1943
- tejszínű medvelepke (Spilosoma lubricipeda) (Linnaeus, 1758) - típusfaj[2]
- Spilosoma lutea (Hufnagel, 1766)
- Spilosoma ningyuenfui Daniel, 1943
- Spilosoma pelopea (Druce, 1897)
- Spilosoma punctaria (Stoll, [1782])
- Spilosoma reticulata Rothschild, 1933
- Spilosoma rostagnoi Oberthür, 1911
- Spilosoma rubidus (Leech, 1890)
- Spilosoma semialbescens Talbot, 1929
- hószínű medvelepke (Spilosoma urticae) (Esper, 1789)
- Spilosoma vestalis Packard, 1864
- virginiai medvelepke (Spilosoma virginica) Fabricius, 1798
- Spilosoma yemenensis (Hampson, 1916)

### AzErythrophlepsfajcsoport
- Spilosoma ignivagans Rothschild, 1919
- Spilosoma erythrophleps Hampson, 1894

### ARhagonisWalker, 1862 alnem, amely más rovarnemmé alakulhat át
- Spilosoma danbyi (Neumögen & Dyar, 1893)
- Spilosoma pteridis H. Edwards, 1875
- Spilosoma vagans (Boisduval, 1852)

### ARhodareasKirby, 1892 alnem
- Spilosoma melanopsis (Walker, [1865] 1864)

### A típusfaj távolabbi rokonai, amelyek más nemekbe helyezhetők át
- Spilosoma albiventre Kiriakoff, 1963
- Spilosoma atrivenata Rothschild, 1933
- Spilosoma batesi (Rothschild, 1910)
- Spilosoma baxteri (Rothschild, 1910)
- Spilosoma bipartita Rothschild, 1933
- Spilosoma brunneomixta Toulgoët, 1971
- Spilosoma buryi (Rothschild, 1910)
- Spilosoma castelli Rothschild, 1933
- Spilosoma crossi (Rothschild, 1910)
- Spilosoma curvilinea Walker, 1855
- Spilosoma dufranei Kiriakoff, 1965
- Spilosoma feifensis Wiltshire, 1986
- Spilosoma flavidior Gaede, 1923
- Spilosoma gynephaea (Hampson, 1901)
- Spilosoma hercules (Toulgoët, 1956)
- Spilosoma heterogenea Bartel, 1903
- Spilosoma holoxantha (Hampson, 1907)
- Spilosoma immaculata Bartel, 1903
- Spilosoma jordani Debauche, 1938
- Spilosoma jussiaeae (Poey, 1832)
- Spilosoma karschi Bartel, 1903
- Spilosoma latiradiata (Hampson, 1901)
- Spilosoma maniemae Kiriakoff, 1965
- Spilosoma mediocinerea (Toulgoët, 1956)
- Spilosoma mediopunctata (Pagenstecher, 1903)
- Spilosoma melanimon Mabille, 1880
- Spilosoma nigrocastanea (Rothschild, 1917)
- Spilosoma nigrocincta (Kenrick, 1914)
- Spilosoma nyasana Rothschild, 1933
- Spilosoma occidens (Rothschild, 1910)
- Spilosoma pales (Druce, 1910)
- Spilosoma pauliani (Toulgoët, 1956)
- Spilosoma pellucida (Rothschild, 1910)
- Spilosoma penultimum Kiriakoff, 1965
- Spilosoma pseudambrensis (Toulgoët, 1961)
- Spilosoma quadrimacula Toulgoët, 1977
- Spilosoma rava (Druce, 1898)
- Spilosoma tenuivena Kiriakoff, 1965
- Spilosoma togoensis Bartel, 1903
- Spilosoma turlini Toulgoët, 1973

### Incertae sedis, azaz „bizonytalan helyzetű” taxonok
- Spilosoma alberti (Rothschild, 1914)
- Spilosoma alticola Rogenhofer, 1891
- Spilosoma cajetani Rothschild, 1910
- Spilosoma clasnaumanni Kühne, 2005
- Spilosoma clava (Wileman, 1910)
- Spilosoma eldorado (Rothschild, 1910)
- Spilosoma euryphlebia (Hampson, 1903)
- Spilosoma fraterna (Rothschild, 1910)
- Spilosoma fumida (Wileman, 1910)
- Spilosoma fuscipennis Hampson, 1894
- Spilosoma fusifrons Walker, [1865]
- Spilosoma metaleuca (Hampson, 1905)
- Spilosoma obliqua (Walker, 1855)
- Spilosoma roseata (Rothschild, 1910)
- Spilosoma sagittifera Moore, 1888
- Spilosoma semperi (Rothschild, 1910)
- Spilosoma sumatrana (Swinhoe, 1905)
- Spilosoma virgulae Černý, 2011
- Spilosoma wahri Rothschild, 1933
- Spilosoma wildi De Vos, 2013
- Spilosoma wilemani (Rothschild, 1914)
- Spilosoma withaari De Vos, 2013

### Fordítás
- Ez a szócikk részben vagy egészben  a   Spilosoma című angol Wikipédia-szócikk ezen változatának fordításán alapul.  Az eredeti cikk szerkesztőit annak laptörténete sorolja fel. Ez a jelzés csupán a megfogalmazás eredetét és a szerzői jogokat jelzi, nem szolgál a cikkben szereplő információk forrásmegjelöléseként.